# Villa La Barbolana
Villa La Barbolana è situata in località Tavernelle di Anghiari, in provincia di Arezzo.

## Descrizione
La Barbolana rappresenta un singolarissimo esempio di villa fortificata in territorio aretino. L'originale impostazione tipologica e volumetrica con l'eccezionale sviluppo in altezza della torre centrale e la non comune posizione geografica ne fanno un elemento emergente e determinante nel paesaggio della Valtiberina.
La villa è collegata al Convento dei Cappuccini, posto più in alto, attraverso un rettilineo affiancato da cipressi. La sua storia è legata a quella del feudo imperiale di Montauto governato fin dal secolo XI dalla famiglia Barbolani di Montauto. L'edificio, voluto da Federigo di Antonio Barbolani e costruito tra 1556 e il 1582, rappresenta un momento di sintesi tra la villa, il palazzo e il castello. Ha una pianta quadrata con bastioni angolari lievemente sporgenti; la mole del volume è scandita dalle finestrature, alcune delle quali finte o ritamponate, ed alleggerita dall'altezza della torre centrale.
Il disegno dell'edificio è da attribuire a Simone Genga.
Gli ambienti interni risultano in gran parte voltati con portali rinascimentali in pietra e pavimentazione in cotto. Al piano terreno è posta la cappella del secolo XVIII. Fin dalla sua costruzione la villa fu funzionale ad una grande tenuta agricola in allestimento e svolse quindi anche il ruolo di centro di fattoria, consolidatosi fra il XVII e XVIII secolo. L'edificio è stato oggetto di ammodernamento nel secolo scorso in occasione del matrimonio tra Carlotta Barbolani di Montauto e Simone Francesco Velluti Zati, duca di San Clemente.
Il pianoro in cui sorge la villa è attualmente sistemato a prato con siepe di bosso perimetrale e una cortina di cipressi sul lato che affaccia verso la val Sovara. Pregevole infine il pozzo in pietra che sorge al lato del vialetto d'ingresso.